# Laurent Chappis
Laurent Chappis, né le 8 mai 1915 à Aix-les-Bains (Savoie) et mort le 28 décembre 2013 à Chambéry (Savoie), est un architecte et urbaniste français. Il est l'urbaniste en chef de la station de sports d'hiver Courchevel, créée en 1946, situé dans le domaine skiable des Trois Vallées.

## Biographie
Né d'un père commerçant et une mère institutrice, il entame des études à l'école des Beaux-Arts de Grenoble avant de se rendre à Paris où il poursuit ses études à l'atelier Pontremoli à l'Académie des beaux-arts et à l'institut d'urbanisme.
Durant la Seconde Guerre mondiale, ayant le grade de sous-lieutenant, il est fait prisonnier en mai 1940. Il est envoyé en Allemagne, puis en Autriche au nord de Lintz. Malgré l'emprisonnement et des tentatives d'évasions, il poursuit des études d'architecture et prépare une thèse d'urbanisme, sur l'« aménagement des Trois Vallées en Savoie ».
Le projet de développer le site des Trois Vallées est lancé sous le régime de Vichy, qui souhaite concurrencer les stations de la Suisse voisine et de l'Autriche. Il a été commandé aux Ponts et Chaussées en 1942. 
Le Conseil général de la Savoie demande la réactualisation du projet à l’Ingénieur des ponts et chaussées du département, Maurice Michaud. Celui-ci, compagnon de captivité de Laurent Chappis, le contacte pour faire un repérage du secteur des Trois Vallées et imaginer une station sur la commune de Saint-Bon-Tarentaise.
Il devient ainsi l'urbaniste en chef de la station départementale de Courchevel 1850 de 1946 à 1959. Il travaille ensuite sur d'autres projets de stations comme celle de Flaine avec l'architecte américain Marcel Breuer et ses associés Gérard Chervaz, André Gaillard, Denys Pradelle ; ou Roche-Béranger (Chamrousse).
Ayant une conception différente du développement des stations, souhaitant un respect des sites et de leur milieu, il s'oppose à partir de 1963 à Maurice Michaud et aux stations intégrées prévues par le « plan neige ».
Par ailleurs, il est appelé à travailler en Italie (notamment à la station de Pila dans la Vallée d'Aoste, où il réalise l'édifice appelé Grand Gorraz), en Suisse, en Autriche, en Europe de l'Est ainsi qu'en Argentine.

## Concepts
Il est considéré comme l'inventeur des stations nouvelles ainsi que des concepts de « grenouillère », c'est-à-dire le point de convergence des pistes, et de « front de neige ». La station se devant être accessible à ski depuis le domaine skiable. Cependant, sa vision du respect du milieu dans lequel doit évoluer la station de sports d'hiver en fait plutôt le père des stations dites de « quatrième génération ».

## Publications
- Ma montagne : du rêve à la réalité, Fondation pour l'action culturelle internationale en montagne (Facim), en partenariat avec l'École nationale supérieure d'architecture de Grenoble. Aux cinq volumes édités (2003 à 2010) ;
- Laurent Chappis, Denys Pradelle, Guy Rey-Millet, Jean-François Lyon-Caen, Courchevel. Naissance d'une station, Paris, Éditions Du Linteau, 2013, 152 p. (ISBN 978-2-910342-80-7) ;
- Laurent Chappis, Jean-Marc Legrand, Denys Pradelle, « Contribution à une architecture de montagne, Études et informations », Cahier mensuel du MRL, no 3,‎ mars 1955, p. 64-65